# Ari jezik
Ari jezik (ISO 639-3: aac), jedan od transnovogvinejskih jezika kojim govori 80-100 ljudi (1976 G. Reesink SIL) u selima Ari i Serea na rijeci Aramia u provinciji Western, Papua Nova Gvineja.
Jezik pripada užoj skupini gogodala-suki, podskupini gogodala. Neki govornici bilingualni su u jeziku gogodala.

## Vanjske poveznice
- Ethnologue (14th)
- Ethnologue (15th)
- Ethnologue (16th)
- The Ari Language